# Battistero di San Ponso
Il battistero di San Ponso, nel comune omonimo, costituisce un'importante testimonianza storica dello sviluppo dell'architettura romanica nell'alto Canavese.

## Aspetti storici ed artistici
Si tratta di una costruzione risalente al tardo X secolo - inizio XI secolo che doveva affiancarsi a una pieve romanica, posta ove oggi si erge la barocca parrocchiale dedicata a san Ponso. 
Il sito ospitava sin dall'epoca romana un'area cimiteriale, come testimoniano alcune lapidi del I-II secolo d.C riportate alla luce.

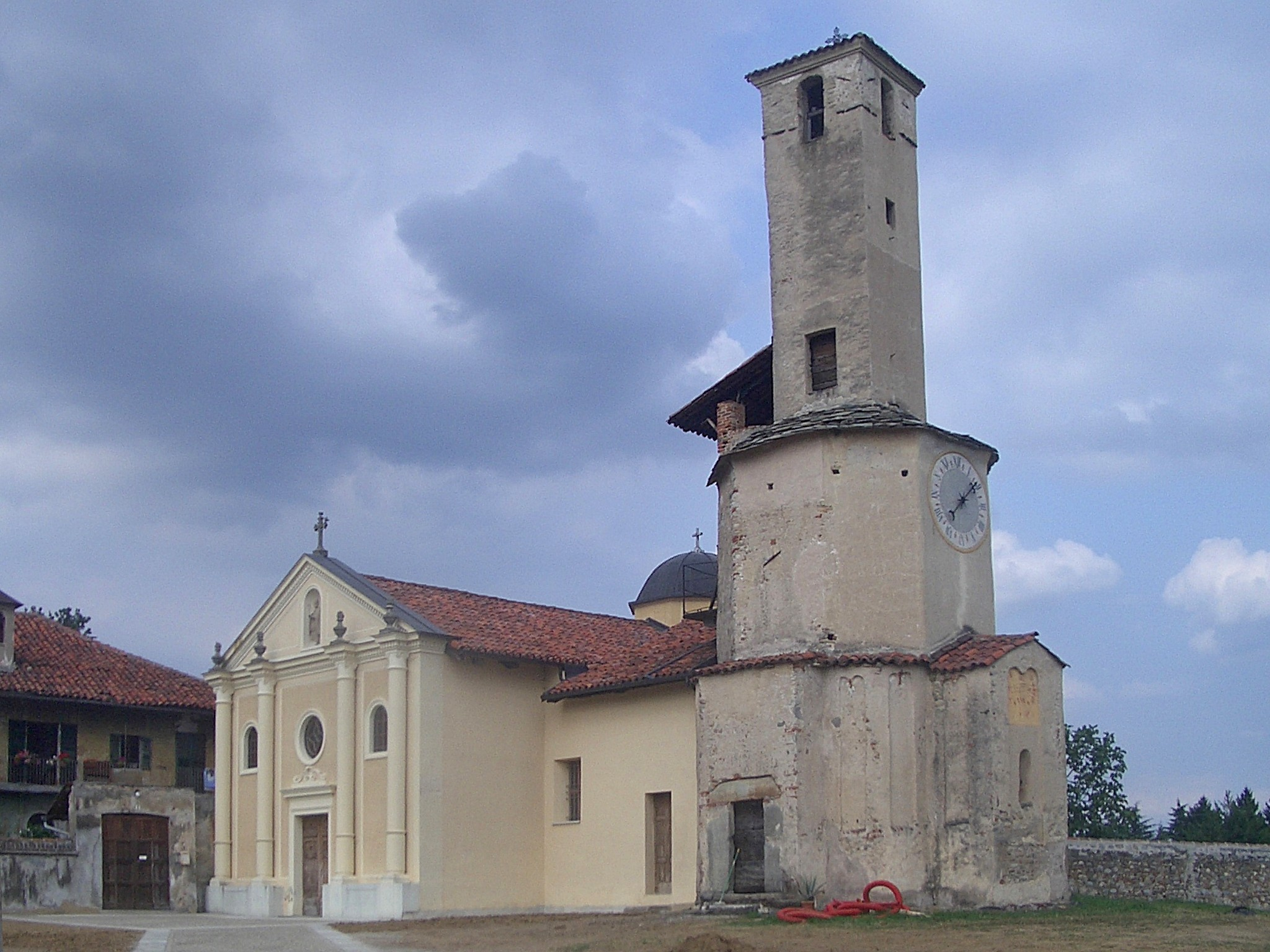
Il battistero e la parrocchiale

Il battistero presenta un aspetto architettonico alquanto inconsueto, con la sua forma esageratamente slanciata a causa dell'alto campanile posto sulla cupola.

L'edificio è a pianta ottagonale con lati di diversa lunghezza; su di essi si aprono otto absidi alternativamente a sezione rettangolare e semicircolare. Le mura sono alquanto poderose, con uno spessore quasi ovunque superiore al metro.
Su tale massiccia struttura si erge un tiburio che sostiene una cupola emisferica con copertura esterna a lose (pietre piatte e sottili). La soluzione architettonica adottata (caratterizzata dall'alternanza di absidi rettangolari e semicircolari e dalla presenza di un tiburio a pianta ottagonale) mostra marcate similitudini con soluzioni lombarde (in particolare con il battistero di Lomello). 

L'alto campanile posto sopra la cupola rappresenta una curiosa aggiunta del 1585, incongrua con lo stile romanico. 

L'aspetto del battistero è assai rustico: gli unici motivi decorativi sono rappresentati da coppie di archetti su lesene, di dimensioni alquanto irregolari; le finestre hanno profonde strombature, che danno vita a un'apertura a feritoia.
La modesta porta di ingresso è sormontata da un blocco di pietra che funge da architrave; si tratta di un reperto di epoca romana sul quale è rozzamente incisa una figura di donna supina con le mani che stringono al petto un oggetto (forse una borsa); su di essa si legge anche un'iscrizione disposta su due righe: "SECVUND / AEBV".